# Charles Lory
Charles Lory (Nantes, 30 de juliol de 1823-Grenoble, 3 de maig de 1889) va ser un geòleg francès. Feu gran part dels seus estudis al Col·legi reial de Nantes i tot i ser el més jove alumne de la classe, sempre fou el primer tant en lletres com en ciències. El 1846 fou nomenat professor de física al liceu de Besançon on romangué tres anys.
He graduated D. Sc. in 1847; el 1852 accedí a la càtedra de geologia de la Universitat de Grenoble, i el 1881 a l'Escola Normal Superior a París. He was distinguished for his researches on the geology dels Alps francesos, being engaged in the geological survey of the départements d'Isère, Droma and the Hautes-Alpes, of which he prepared the maps and explanatory memoirs. He dealt with some of the disturbances in the Savoy Alps, describing the fan-like structures, and confirming the views of J. A. Favre with regard to the overthrows, reversals and duplication of the strata. His contributions to geological literature include also descripcions of the fossils and stratigraphical divisiosis of the Lower Cretaceous and Jurassic rocks of the Jura. A conseqüència d'una congestió pulmonar sobtada morí a Grenoble el 3 de maig de 1889.

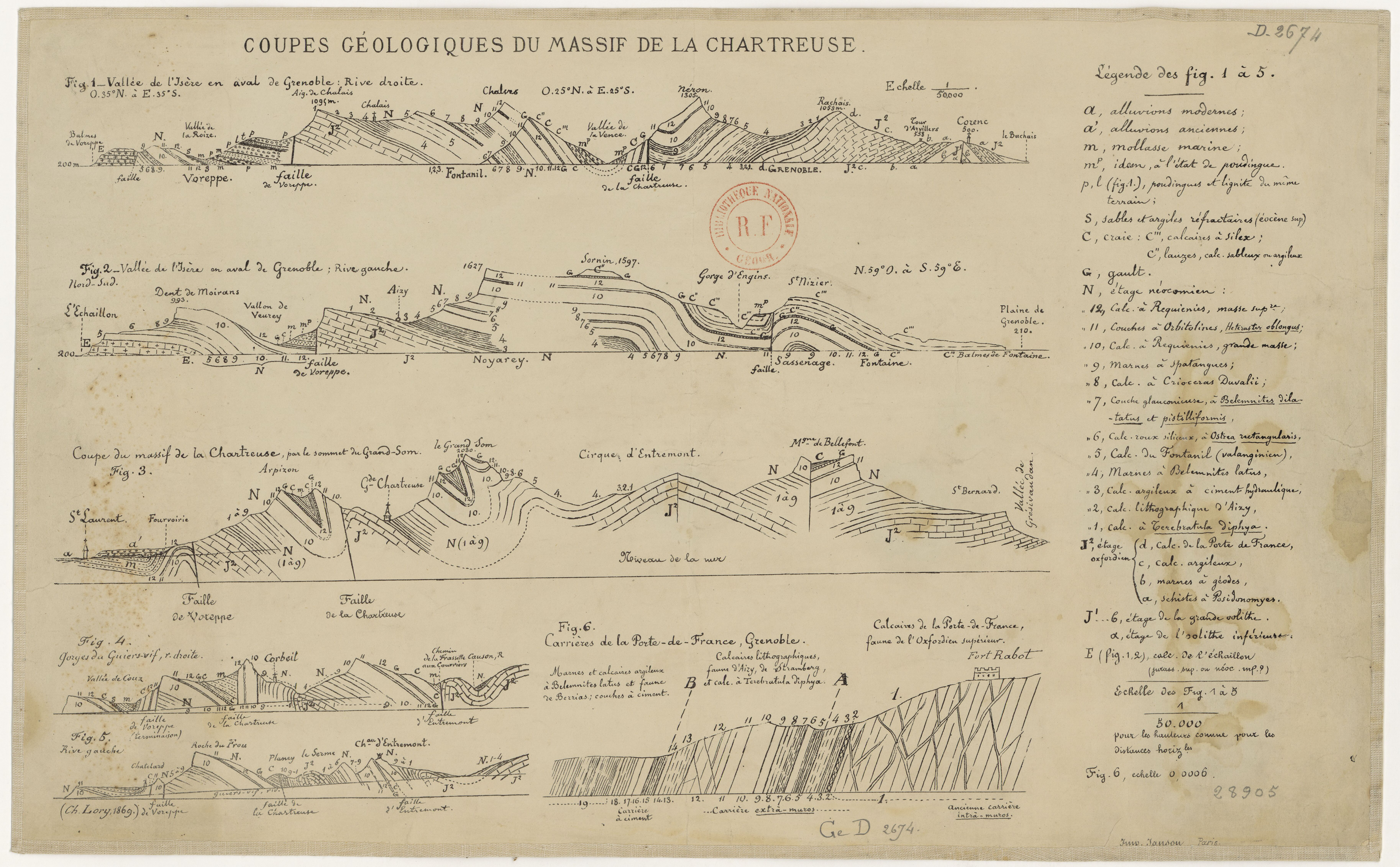
Coupes géologiques du massif de la Chartreuse